# Aoki Konyō
Dans ce nom japonais, le nom de famille, Kon'yō, précède le nom personnel.
Aoki Kon'yō (青木 昆陽, Kon'yō Aoki), de son nom originel Aoki Atsubumi, appelé couramment Bunzō, né le 19 juin 1698 à Edo (Japon), mort le 9 novembre 1769 à Shimomeguro (province de Musashi), est un érudit confucianiste japonais qui fut au service du shogunat d’Edo.

## Biographie
En 1719-1720, il entra au service de Tokugawa Yoshimune qui le nomma superintendant des archives officielles en 1739.
En 1735, peu après la famine de 1732-1733, il recommanda au shogun la culture des patates douces car il estimait que cela pourrait atténuer les famines chroniques.
Il publia cette même année un traité (Bansho kō) sur la patate douce  qu'il considérait comme un aliment de disette et dont il encouragea la culture dans tout le pays. Cela lui valut le titre de Kansho sensei, « maître de la patate douce »,.
Il étudia la langue hollandaise et fut l'un des initiateurs des « Études hollandaises » (Rangaku) au XVIIIe siècle. En 1740, à la demande du shogun, il commença à étudier l'agriculture occidentale, et en particulier l'agriculture néerlandaise.  Il publia plusieurs ouvrages sur des sujets étrangers, notamment Oranda Kabeikō (notes sur la monnaie hollandaise) en 1745 et Oranda moji ryakkō (notes sur la langue hollandaise) en 1746.
En 1767, il assurait la gestion de la librairie shogunale (Momijiya no Bunko).

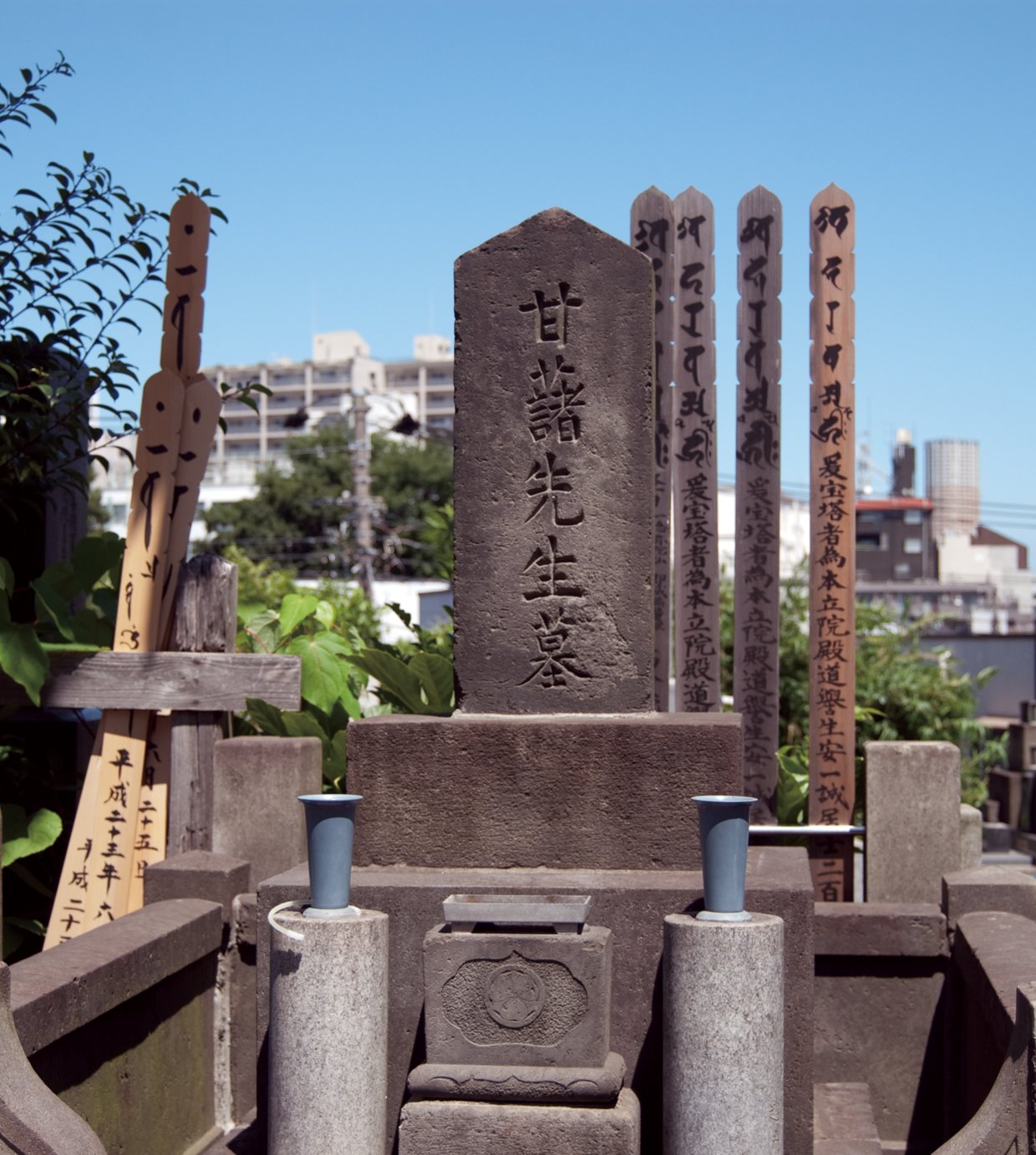
Tombe de Aoki Konyō, temple Ryūsenji, connu sous le nom de Meguro Fudo, Meguro-Ku (Tokyo).

Il meurt le 9 novembre 1769 de la grippe.

## Œuvres
(novembre 2023).
- Shoshū komonjo, 諸州古文書
- Banshokō, 1735 蕃薯考
- Oranda bunyaku, 和蘭文訳
- Sōro zatsudan, 1738  草盧雑談
- Oranda moji ryakkō, 和蘭文字略考
- Keizai sanyō, 経済纂要
- Kansho no ki, 1745 『甘藷記』延享2年刊